# The Commission (gruppo musicale)
The Commission è stato un supergruppo East Coast formato da The Notorious B.I.G. nel 1996.

## Formazione

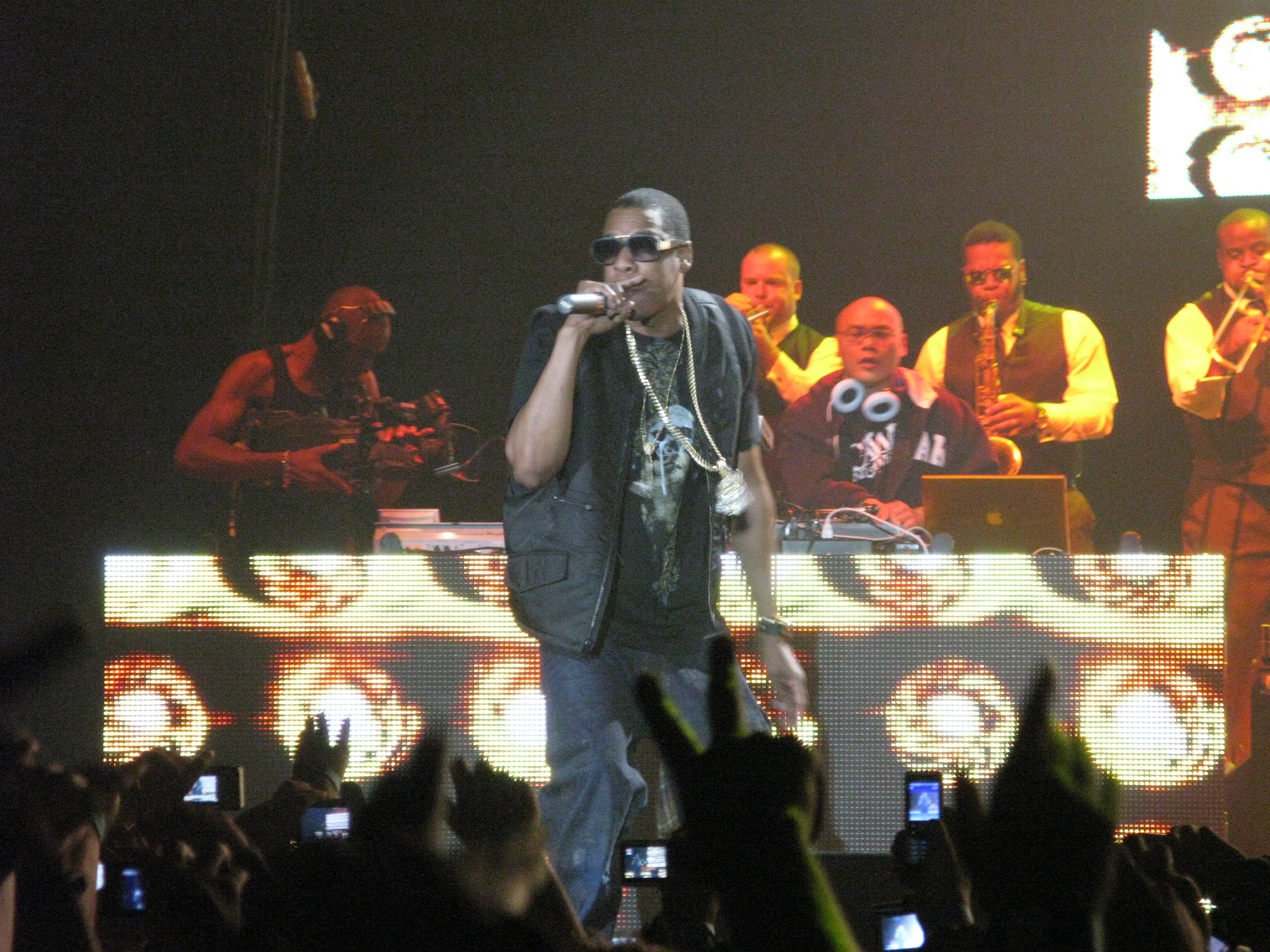
Jay-Z in concerto

Nel 1996 The Notorious B.I.G. viene coinvolto in un incidente automobilistico con la rapper Charli Baltimore, e durante il ricovero in ospedale i due discutono la possibile prima formazione di un supergruppo Mafioso rap. Il gruppo inizialmente comprende oltre ai due anche Jay-Z, viene poi esteso a Puff Daddy e Lil' Cease, e si occupa di produrre Lance "Un" Rivera.
Il gruppo realizza numerose canzoni sugli album di The Notorious B.I.G., tra cui What's Beef?, Victory, I Love the Dough e Young G's.
Il destino del gruppo termina con l'omicidio del rapper di Brooklyn, e i membri prendono strade diverse senza realizzare un intero album insieme.